# Wherigo
Wherigo és una activitat basada en la tecnologia GPS que pot ser jugada a l'aire lliure. Els seus autors són els mateixos que van popularitzar el Geocaching.
Hom pot desenvolupar aventures i emmagatzemar-se en els anomenats "Cartridges", que caldrà instal·lar-les en una unitat GPS conjuntament amb un programa específic per executar-les.
El jugador i l'aventura es basen en la informació de localització proporcionada per la unitat GPS per tal d'anar provocant els esdeveniments del joc, trobant objectes virtuals o interaccionar amb ells, entre altres coses. Completar una aventura pot requerir visitar diferents lloc i resoldre trencaclosques.
El site de l'activitat ofereix un constructor d'aplicacions i una base de dades d'aventures ja desenvolupades, que poden ser descarregades gratuïtament.
El programa necessari per executar aquestes aventures només està disponible per a un nombre limitat de plataformes, específicament per a Windows CE i Garmin Colorado i Oregon.

## Història
A finals del 2001, quan Geocaching.com feia ja un any que funcionava, Jeremy Irish i Elias Alvord s'engresquen amb un nou i interessant desafiament:
Com podrien prendre els seus jocs d'ordinador preferits i portar-los a l'aire lliure aprofitant-se de la tecnologia GPS?

## Què és
Si estem familiaritzats amb jocs d'aventures gràfiques com Zork, Myst o El Secret de Mokey Island, podem entendre Whereigo com un joc d'aventures creat pel món real.
No haurem de fer clic amb el mouse, si no que ens mourem literalment en el món real interaccionant amb objectes a través de d'interfície del nostre dispositiu de mà.
Actualment, podem participar-hi amb la majoria de Pocket-PC equipats amb GPS.

## Com funciona
Podem participar-hi de dues maneres diferents: Construint aventures o jugant

## Construint aventures
Utilitzant el constructor d'aplicacions Wherigo, els authors Wherigo poden desenvolupar jocs d'aventures interactive, visites guiades o altres activitats innovadores perquè els jugadors de Wherigo gaudeixin a l'aire lliure.

## Jugant
Utilitzant un dispositiu GPS i el programa per executar aventures Wherigo, els participants poden visitar lloc físics, agafar i utilitzar intems virtuals i resoldre trencaclosques, entre altres coses.